# 웰스 호이트
윌리엄 웰스 호이트(영어: William Welles Hoyt, 1875년 5월 7일 ~ 1954년 12월 1일)는 미국의 육상 선수이다. 그는 아테네에거 열린 1896년 하계 올림픽에 참가했다.
호이트는 장대높이뛰기 종목에 참가했다. 그는 3.30m를 뛰어서 우승을 했다.
호이트는 허들 경기에도 참가했다. 예선전에서 토마스 커티스에 이어서 결선에 진출 성공했으나 장대높이뛰기 종목을 준비하느라 결선에 출전하지는 않았다.